# Condicote
Condicote – wieś i civil parish w Anglii, w hrabstwie Gloucestershire, w dystrykcie Cotswold. Leży 34 km na wschód od miasta Gloucester i 125 km na północny zachód od Londynu. W 2011 roku civil parish liczyła 213 mieszkańców. Condicote jest wspomniana w Domesday Book (1086) jako Condicote/Cornicote.